# Rallet

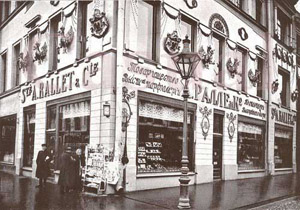
Magasin Rallet à Moscou, avant 1917.

Rallet, est une maison de parfums fondée en 1843 à Moscou par le français Alphonse Rallet (1819-1894). En 1900, elle devient le principal fabricant de parfumerie fine, de savons et de cosmétiques en Russie, et est fournisseur officiel des cours impériales de Russie, de Perse et des royaumes des Balkans. Après le retour en France du fondateur, Rallet est acheté par la société Chiris de Grasse. En 1917, après la nationalisation, à la suite de la révolution russe, la société est rétablie en France à Cannes La Bocca,. En 1920, Ernest Beaux, ancien directeur technique de Rallet, crée pour Gabrielle Chanel, le N°5. En 1926, Rallet est vendu à François Coty, mais continue ses opérations sous le nom de Rallet.

## Historique

### Le fondateur: Alphonse Rallet
Né en 1819 à Château-Thierry, Alphonse Rallet se rend à Moscou en 1842 et fonde, au printemps 1843[réf. nécessaire] une fabrique de produits chimiques, une savonnerie et une parfumerie, qui emploie initialement une quarantaine de personnes. Rallet est rejoint à Moscou par son frère aîné, Eugène (1814-1865), qui se destinait à une carrière de professeur de littérature française. À Moscou, Alphonse rencontre Mathilde Farconet, originaire de Grenoble qu'il épouse en 1854.
En 1856, après avoir assuré sa fortune en Russie, mais souffrant de problèmes de santé, Rallet rentre en France avec sa femme et sa fille en bas âge et commence à travailler à la restauration du château Servien à Biviers. De 1865 à 1888, Rallet est maire de Biviers.
Atteint de cécité pendant les dix dernières années de sa vie, Alphonse Rallet meurt en 1894 et est enterré à Biviers.

### A. Rallet & Co à Moscou
Au début de l'été 1843, Alphonse Rallet crée une entreprise au 47 de la rue Vyatskaya à Moscou pour fabriquer des bougies à la stéarine. L'usine était équipée d'une seule machine à vapeur et employait 40 ouvriers. En 1855, en plus des bougies, Rallet produit désormais des parfums, des eaux de Cologne, des savons, des poudres et des rouges à lèvres. La fabrication se faisait dans 22 bâtiments en bois dans le quartier de Zamoskvoretsky. Les parfumeurs étaient embauchés en France et les matières premières venaient de France et d’Italie. 

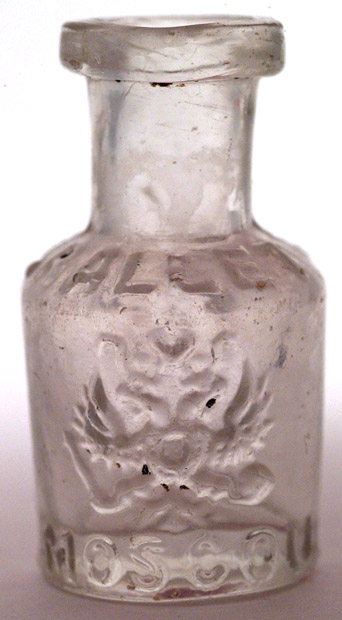
Flacon Rallet, avec aigle impérial Russe.

En 1855, Rallet obtient le titre prestigieux de fournisseur de la cour impériale russe. Cette même année, la maison Rallet devient également propriétaire de la cristallerie de Frederick Dyutfua, donnant à Rallet, pour la première fois, la capacité de fabriquer ses propres flacons. Dyutfua, devient alors copropriétaire et actionnaire de Rallet.
En 1856, Alphonse Rallet vend l'entreprise à un groupe d’investisseurs qui s’engage à garder le nom de l’entreprise. Pendant la seconde moitié du XIXe siècle, Rallet continue à se développer et figure, en 1867, parmi les exposants de la section russe à l'exposition universelle de Paris. La dépendance vis-à-vis des fournisseurs étrangers est réduite grâce à l'acquisition de plantations dans le sud de la Russie pour la culture de plantes aromatiques. Au cours des 20 dernières années du XIXe siècle, Rallet réalise d'énormes profits grâce à la vente d’eaux de Cologne à la mode:419
En 1898, la société est rachetée par la maison de parfums grassois Chiris. Cette même année, Edouard Beaux devient administrateur adjoint et son demi-frère cadet, Ernest, entre dans la société en tant qu'assistant de laboratoire. À la fin du XIXe siècle, A. Lemercier, un parfumeur très original qui s'intéresse à tout ce qui est moderne, y compris les nouveaux produits de la chimie aromatique, devient le directeur technique de Rallet.
Une nouvelle usine achevée en 1899 à Boutyrka est dotée des dernières technologies, notamment de machines à vapeur, d'électricité, d'un ascenseur et d'un service téléphonique.
Au début du XXe siècle, Rallet proposait environ 1 500 produits et possédait trois magasins de détail à Moscou et un commerce de gros à Saint-Pétersbourg. Des expéditions étaient régulièrement effectuées par chemin de fer dans toute la Russie, mais aussi en Chine, en Perse et dans les Balkans.

#### Reconnaissances et prix
À partir de 1855 environ, lorsque Rallet devient fournisseur officiel de la Cour impériale de Russie, la société reçoit nombre de distinctions pour ses produits. L'entreprise reçoit quatre fois l'emblème d'État de l'Empire russe, une distinction rare. Puis Rallet devient également fournisseur officiel des cours de Perse et du Monténégro. 
En 1878, à l’Exposition universelle de Paris, Rallet reçoit de hautes distinctions.
En 1900, à l'Exposition de Paris, Rallet reçoit le Grand Prix.

### Nationalisation

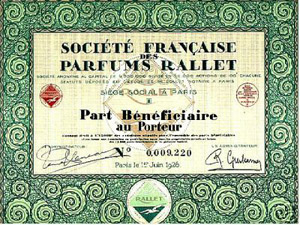
Action Société Française des Parfums Rallet, 1926.

En 1917, Rallet est nationalisé par le nouveau gouvernement soviétique et rebaptisé « Savonnerie et parfumerie n°7 ». Les opérations sont fusionnées avec celles de son ancien concurrent, le français Henri Brocard, et les anciennes usines Rallet sont obligées de ne produire que du savon,.

### Société française des Parfums Rallet à La Bocca
Après la nationalisation, le personnel français de Rallet est rapatrié à l'usine de Chiris à La Bocca, en France, où l'entreprise désormais Société Française des Parfums Rallet a dû se rétablir dans le contexte de l’après guerre. Ernest Beaux rejoint le groupe en 1919, mais en 1926, il quitte Rallet pour devenir directeur technique des Parfums Chanel et de Bourjois ; la même année, Rallet est vendu à François Coty. 

### Rallet Corporation of America
La Rallet Corporation of America a été créée dans le Delaware en 1947 et les parfums Rallet ont été proposés au moins jusqu'en 1948, mais la société n'a jamais retrouvé son ancienne prééminence.

## Créations

### Bouquet de Napoléon et Bouquet de Catherine
En 1912, Rallet remporte un grand succès avec son parfum Le Bouquet de Napoléon, créé par Ernest Beaux et lancé pour célébrer le centenaire de la bataille de Borodino.
La même année, Houbigant lance Quelques Fleurs, créé par le parfumeur Robert Bienaimé. Quelques Fleurs présente la nouveauté d'utiliser dans sa composition de l'aldéhyde C-12 MNA qui avait été synthétisé par Auguste Georges Darzens en 1903. L'inclusion de l'aldéhyde C-12 MNA donne à Quelques Fleurs un cachet de « modernité » qui séduit nombre de jeunes parfumeurs contemporains, notamment les parfumeurs de Chiris : Vincent Roubert, Henri Alméras et Henri Robert, ainsi que le plus ancien parfumeur de Rallet, Ernest Beaux.
En 1913, Le Bouquet de Catherine, signé Ernest Beaux pour Rallet, est lancé en l'honneur de Catherine la Grande et du tricentenaire de la dynastie Romanov.
Les exemplaires d'avant-guerre de ce parfum n'existent plus, mais il est possible que le Bouquet de Catherine soit une première esquisse du parfum d'après-guerre de Rallet, Le Nº1. Lorsqu'un échantillon du N°.1 a été soumis à une analyse par chromatographie en phase gazeuse et par Olfactométrie en 2007, il a été découvert que Le N°.1 utilisait un « cocktail » d'aldéhydes similaire à celui du N°.5 de Chanel, également une création d'Ernest Beaux. Marcel Carles, fils de Jean Carles, ancien directeur de l'école de parfumerie de Roure à Grasse, avance que le N°5  de Chanel a été développé à partir du Bouquet de Catherine.